# 藤本沙紀
藤本 沙紀（ふじもと さき、1990年2月4日 - ）は、日本の女優。
千葉県市川市出身。2022年3月まではアニモプロデュースに所属していた。桐朋学園芸術短期大学芸術科演劇専攻ミュージカルコース卒業。High Endz（ハイエンド）所属。

## 略歴
小学時代よりバトントワリングを始め、中学時代には団体で全国大会に3年連続で出場、3年時にペアで全日本選手権に出場を果たす。
中学時代より東京都内の養成所にて演劇を学び、クラーク記念国際高等学校に入学して芝居、歌、ダンス、殺陣などレッスン漬けの日々を過ごしたのち、桐朋学園芸術短期大学芸術科演劇専攻ミュージカルコースに進学する。
2010年の卒業後より芸能活動を本格化。高い身体能力、演技力とぽっちゃり体型を生かし、「演技派ぽっちゃり女優」として劇団唐組公演、オフィス３○○公演など多くの舞台作品で活躍する。
長谷川事務所を経て、2015年1月よりアニモプロデュースに所属。同年10月にはオーディションを経てテレビドラマ『チア☆ドル』（ABC）に主要キャスト8人の1人としてレギュラー出演する。
2019年度前期のNHK連続テレビ小説『なつぞら』で朝ドラに初出演し、個性的なキャラクター・土間レミ子役を演じてコメディリリーフとして存在感を発揮し注目を集める。
2022年3月末をもってアニモプロデュースを退所し、High Endz（ハイエンド）に移籍。

## 人物
身長は151cm、スリーサイズはB85cm、W70cm、H95cm。靴のサイズは23cm。
趣味は韓国語の勉強。
特技はバトントワリング（バトントワリング検定2級）、ダンス 、側宙。

## 出演

### 映画
- クローズド・ノート（2007年9月29日） - 学生 役
- うた魂♪（2008年4月5日） - 学生 役
- 百円の恋（2014年12月20日） - 中華屋の店員 役
- リングサイド・ストーリー（2017年10月14日） - プロレスファン 役
- 1人のダンス（2019年5月25日）
- 町田くんの世界（2019年6月7日）
- 52ヘルツのクジラたち（2024年3月1日）

### テレビドラマ
- チア☆ドル（2015年10月18日 - 12月20日、ABC） - 城島寛子 役
- ヒガンバナ〜警視庁捜査七課〜 第3話（2016年1月27日、日本テレビ） - 信用金庫職員 役
- わたしを離さないで 第3話（2016年1月29日、TBS） - 陽光学園生 役
- グッドパートナー 無敵の弁護士 第6話（2016年5月26日、テレビ朝日） - 八郎丸あゆみ 役
- お前はまだグンマを知らない（2017年3月、日本テレビ） - カルタ部員・板倉 役
- ラブホ! 第2話「誘拐犯」（2017年4月16日、フジテレビTWO） - 藤堂綾音 役
- あなたのことはそれほど 第2話（2017年4月25日、TBS） - ティッシュ配りの女性 役
- 石つぶて〜外務省機密費を暴いた捜査二課の男たち〜（2017年11月5日 - 12月24日、WOWOW） - 銀行窓口職員 役
- 特命刑事 カクホの女 第3話（2018年2月2日、テレビ東京） - 大河内美紀 役
- 噂の女 第1話・第6話（2018年4月14日、BSジャパン） - 小泉由香里 役
- 孤独のグルメ Season7 第8話（2018年5月26日、テレビ東京） - 客引きの女 役
- 連続テレビ小説 なつぞら（2019年4月1日 - 9月28日、NHK） - 土間レミ子 役
- 家政夫のミタゾノ 第7話（2019年5月31日、テレビ朝日） - レスリング部員 役
- リカ 第1話・第2話（2019年10月5日・12日、東海テレビ・フジテレビ） - 倉田博子 役
- 行列の女神〜らーめん才遊記〜 第3話、第5話（2020年5月4日・18日、テレビ東京） - HCS講師陣メンバー 役
- ナンバMG5（2022年4月13日 - 6月22日、フジテレビ） - アキ 役
- 大奥 第6話・第7話（2023年2月14日・21日、NHK総合） - 阿部正武 役[10]
- TOKYO VICE Season2（2024年4月6日 - 6月8日、WOWOW）

### 舞台
- 陽だまりの樹（2007年、クラーク記念国際高校公演） - 松本孝子 役
- カグヤ 〜新竹取物語〜（2008年、クラーク記念国際高校公演） - カグヤ 役
- 生命のコンサート音楽劇 赤毛のアン（2008年11月、国連クラシックライブ協会） - 少女ルビー 役
- ミュージカル ゴール（2010年2月、桐朋短大第43期卒業公演） - 娘役
- リボンの騎士〜鷲尾高校演劇部奮闘記〜（2011年2月、扉座） - 中里部長 役
- プールサイドストーリー（2011年8月、J-Stage Navi） - 生徒 役
- クリスマス・キャロル（2011年12月、調布市せんがわ劇場アンサンブル）
- 八犬伝〜人間は何故に生きるのか?〜（2011年8月、桜月流“兆”） - 悪 役
- テラヤマ見世物ミュージカル 地球☆空洞説〜ちきゅう☆くうどうせつ〜（2012年11月、流山児★事務所） - サキ 役
- ラブホ!（2013年1月 - 2月、イメツハイザーホリック） - 女子高生・綾音 役
- KEITO presents CABARET "CASTLE"（2013年5月、六本木 Morph-Tokyo）
- Players 崖っぷちのラプソディ（2013年5月 - 6月、ミュージカル・ギルドq.） - AD由香 役
- 音楽劇 あかい壁の家（2013年8月 - 9月、オフィス３◯○） - 福島綾子 役
- OLei!!（2014年4月） - エリ 役
- MY LIFE 〜今よりも、少しだけ高い場所へ〜（2014年6月、animoproduce） - 梢 役
- 天使猫〜宮澤賢治の生き方〜（2014年10月 - 11月、オフィス３◯○） - 宮沢シゲ 役
- 透明人間（2015年5月 - 6月、唐組）
- 秘密の花園（2016年4月 - 6月、唐組）
- WHAT A WONDERFUL LIFE!（2016年12月、タクフェス）
- 動物園が消える日（2017年10月 - 11月、唐組）
- 深夜特急〜めざめれば別の国〜（2018年2月、オフィス３○◯）
- 肉の海（2018年6月、オフィス３◯○）
- 連跿第10回公演「ネットスーパーの女」（2023年8月16日 - 22日、千本桜ホール）

### CM
- スタジオアリス 25photo story ショートムービー「1歩離れて見えた愛しい我が子」（2017年9月）